# Сызранский округ
Сызранский округ — административно-территориальная единица Средне-Волжской области (с 20 октября 1929 — Средневолжского края), существовавшая в 1928—1930 годах. Административный центр - город Сызрань.
Сызранский округ был образован 14 мая 1928 года. В него вошли территории упразднённого Сызранского уезда Симбирской губернии. 
30 июля 1930 Сызранский округ, как и большинство остальных округов СССР, был упразднён. Его районы отошли в прямое подчинение Средневолжского края.

## Административное деление
Округ, по состоянию на 1929 год, был разделён на 8 районов: 
- Барышевский,
- Инзенский,
- Кузоватовский,
- Николаевский,
- Ново-Спасский,
- Сызранский,
- Теренгульский,
- Шигонский.